# Allie McLaughlin
Pour les articles homonymes, voir McLaughlin.
Allison « Allie » McLaughlin, née le 30 octobre 1990 à Dayton, est une coureuse de fond américaine spécialisée en course en montagne. Elle a remporté les titres de championne du monde de course en montagne longue distance 2014 et championne du monde de course en montagne en montée 2022.

## Biographie
Pratiquant d'abord le cross-country, elle termine cinquième du championnat NCAA de cross-country féminin 2009 à Terre Haute. Elle se blesse ensuite et doit se retirer de la compétition.
Habitant à Colorado Springs, elle s'entraîne ensuite régulièrement sur le Manitou Incline (en). Elle se lie d'amitié avec Zach Miller et découvre la course en montagne et réalise qu'elle est capable d'être très performante avec moins de risques de se blesser. Elle prend le départ de sa première course de montagne, celle de Loon Mountain qu'elle remporte et devient championne des États-Unis de course en montagne,. En août 2014, elle réalise son rêve et prend le départ de l'ascension de Pikes Peak. Elle remporte la course et devient championne du monde de course en montagne longue distance 2014. Elle prend part ensuite aux championnats du monde de course en montagne à Casette di Massa où elle remporte la médaille de bronze.
En février 2016, elle se fait opérer pour un labrum déchiré et doit à nouveau mettre sa carrière entre parenthèses.
Elle termine cinquième aux championnats du monde de course en montagne 2017 à Premana, permettant à l'équipe américaine de décrocher la médaille d'or par équipes.
Elle remporte son second titre national en 2018, en remportant à nouveau la course de montagne de Loon Mountain. L'épreuve comptant également comme championnats NACAC, elle décroche également le titre de championne d'Amérique du Nord, d'Amérique centrale et des Caraïbes de course en montagne.
Le 7 novembre 2020, elle domine le Moab Trail Marathon, battant de près de six minutes sa plus proche rivale Brittany Charboneau. L'épreuve comptant comme championnats des États-Unis de trail marathon, Allie remporte le titre.
Le 4 juillet 2022, elle participe pour la première fois à la course du mont marathon (en). Elle prend d'emblée les commandes de la course devant la fondeuse Rosie Frankowski. Continuant sur sa lancée, elle redescend tout aussi vite et boucle les 5 kilomètres du parcours en montée et descente en 47 min 9 s, battant le record du parcours détenu par la Suédoise Emelie Forsberg. Le 4 novembre, elle prend part aux championnats du monde de course en montagne et trail à Chiang Mai. Prenant un départ prudent sur l'épreuve de montée, elle accélère à mi-parcours et rattrape le groupe de tête, suivie par sa compatriote Lauren Gregory. Elle parvient à s'emparer de la tête de course mais se voit ensuite talonner par les favorites Andrea Mayr et Maude Mathys. Allie McLaughlin poursuit sur son rythme pour s'imposer et remporter son deuxième titre mondial. Elle remporte également la médaille d'or au classement par équipes avec Lauren Gregory douzième et Rachel Tomajczyk 26e. Deux jours plus tard, elle doit faire face aux coureuses ougandaises sur l'épreuve de montée et descente. Ces dernières s'emparent de la tête de course en groupe et imposent leur rythme élevé. Alors que Rebecca Cheptegei et Annet Chemengich Chelangat assurent le doublé, Allie McLaughlin profite de l'abandon de Rispa Cherop pour s'offrir la médaille de bronze. Elle double la mise au classement par équipes.

## Palmarès

### Route/Cross
| Année | Compétition                               | Lieu        | Place | Épreuve       | Performance     |
| ----- | ----------------------------------------- | ----------- | ----- | ------------- | --------------- |
| 2009  | Championnat NCAA de cross-country féminin | Terre Haute | 5e    | Cross-country | 20 min 1 s 1    |
| 2014  | Semi-marathon de Nashville                | Nashville   | 2e    | Semi-marathon | 1 h 21 min 51 s |
| 2017  | Semi-marathon de Nashville                | Nashville   | 1re   | Semi-marathon | 1 h 22 min 51 s |

### Course en montagne
| no  | féminin            | Course                                                           | Longueur | Départ            | Temps           |
| --- | ------------------ | ---------------------------------------------------------------- | -------- | ----------------- | --------------- |
| 1re | Médaille d'or      | Championnats des États-Unis de course en montagne                | 7,7 km   | 6 juillet 2014    | 47 min 13 s     |
| 28e | Médaille d'or      | Challenge mondial de course en montagne longue distance          | 21,4 km  | 16 août 2014      | 2 h 33 min 43 s |
| 3e  | Médaille de bronze | Championnats du monde de course en montagne                      | 9,0 km   | 14 septembre 2014 | 47 min 55 s     |
| 5e  | 5e                 | Championnats du monde de course en montagne                      | 13,0 km  | 30 septembre 2017 | 1 h 6 min 6 s   |
| 1re | Médaille d'or      | Championnats NACAC de course en montagne                         | 10,6 km  | 8 juillet 2018    | 57 min 45 s     |
| 23e | Médaille de bronze | Marathon de Pikes Peak                                           | 42,2 km  | 23 août 2020      | 4 h 38 min 12 s |
| 15e | Médaille d'or      | Ascension de Pikes Peak                                          | 21,4 km  | 21 août 2021      | 2 h 49 min 40 s |
| 20e | Médaille d'argent  | Marathon de Pikes Peak                                           | 42,2 km  | 22 août 2021      | 4 h 38 min 6 s  |
| 14e | Médaille d'or      | Broken Arrow Vertical Kilometer                                  | 6,8 km   | 1er octobre 2021  | 54 min 24 s     |
| 7e  | Médaille d'or      | Broken Arrow Skyrace 52K                                         | 45,3 km  | 2 octobre 2021    | 4 h 59 min 42 s |
| 21e | Médaille d'or      | Broken Arrow Vertical Kilometer                                  | 6,8 km   | 17 juin 2022      | 48 min 46 s     |
| 25e | Médaille d'argent  | Broken Arrow Skyrace 26K                                         | 23 km    | 19 juin 2022      | 2 h 8 min 22 s  |
| 23e | Médaille de bronze | Flagstaff Sky Peaks                                              | 26 km    | 25 septembre 2022 | 2 h 14 min 5 s  |
| 1re | Médaille d'or      | Championnats du monde de course en montagne - Montée             | 8,5 km   | 4 novembre 2022   | 55 min 15 s     |
| 3e  | Médaille de bronze | Championnats du monde de course en montagne - Montée et descente | 11,2 km  | 6 novembre 2022   | 48 min 31 s     |
| 19e | Médaille d'or      | Broken Arrow Skyrace 23K                                         | 21,75 km | 18 juin 2023      | 1 h 51 min 46 s |
| 40e | Médaille de bronze | Broken Arrow Vertical Kilometer                                  | 4,8 km   | 21 juin 2024      | 47 min 35 s     |
| 20e | Médaille d'or      | Ascension de Pikes Peak                                          | 21,4 km  | 21 septembre 2024 | 2 h 45 min 36 s |

### Trail
| no  | féminin       | Course                                             | Longueur | Départ          | Temps           |
| --- | ------------- | -------------------------------------------------- | -------- | --------------- | --------------- |
| 13e | Médaille d'or | Moab Trail Marathon                                | 40 km    | 7 novembre 2020 | 3 h 36 min 48 s |
| 14e | Médaille d'or | Moab Trail Marathon                                | 42 km    | 6 novembre 2021 | 3 h 30 min 15 s |
| 7e  | Médaille d'or | Tarawera Ultramarathon 50                          | 51,4 km  | 11 février 2023 | 3 h 43 min 38 s |
| 23e | Médaille d'or | Championnats des États-Unis de trail semi-marathon | 21,1 km  | 2 novembre 2024 | 1 h 34 min 35 s |

## Records
| Épreuve       | Performance     | Date          | Lieu      |
| ------------- | --------------- | ------------- | --------- |
| 3 000 mètres  | 10 min 12 s 00  | 16 mars 2013  | Boulder   |
| Semi-marathon | 1 h 21 min 51 s | 26 avril 2014 | Nashville |